# Vlastimil Jansa
Vlastimil Jansa (nascut el 27 de novembre de 1942 a Praga), és un jugador d'escacs txec (anteriorment txecoslovac), que té el títol de Gran Mestre des de 1974 (abans havia obtingut el de Mestre Internacional el 1965).
A la llista d'Elo de la FIDE del setembre de 2020, hi tenia un Elo de 2423 punts, cosa que en feia el jugador número 34 (en actiu) de la República Txeca. El seu màxim Elo va ser de 2540 punts, a la llista de juliol de 1975.

## Biografia i resultats destacats en competició
Jansa va aprendre a jugar als escacs mentre era a l'hospital als vuit anys. Als catorze va esdevenir campió de Praga de la seva edat. El 1959, fou segon al Campionat júnior de Txecoslovàquia. Es va graduar en ciències de l'esport a la Universitat Carolina de Praga, abans d'esdevenir militar professional i assolir el grau de capità. Com a part de la seva formació escaquística, va estudiar sota la tutela de l'MI Emil Richter (1894–1971).
Pensador profund i original, Jansa ha estat un dels principals jugadors txecs durant molts anys, agafant experiència mitjançant el desenvolupament d'un ampli rang d'activitats relacionades amb els escacs. Va representar el seu país molts cops en les Olimpíades d'escacs, i va guanyar una medalla d'argent el 1982. Ha fet també d'entrenador i d'escriptor de llibres d'escacs i d'articles teòrics.
Mercès a la seva bona reputació com a entrenador, durant els 1970 va poder desenvolupar un test a partir del qual hom podria mesurar el talent dels joves jugadors. Dels seus alumnes, probablement el més conegut és el millor jugador txec de l'actualitat, David Navara. Jansa ha estat també l'entrenador nacional de Luxemburg.
Conjuntament amb l'MI Josef Pribyl, és conegut com un dels creadors del sistema d'obertura conegut com a "Pirc txeca". L'obertura, caracteritzada per un c6 matiner, ofereix a les negres una posició molt flexible, per tal de plantejar el pla més escaient un cop s'hagi revelat l'estratègia blanca.
En torneigs internacionals, hi ha obtingut nombrosos èxits, obtenint el primer lloc, en solitari o ex aequo, a Cerveny Kostelec 1959, Praga 1968, Madonna di Campiglio 1973, torneig Amsterdam IBM 1974 (1r ex aequo amb Tukmàkov i Ivkov), Vrnjacka Banja 1981, Trnava 1982, Borgarnes 1985, Gausdal 1987 (i també el 1988), Badenweiler 1990, Munster 1992 i Lazne Bohdanec 1997. Fou segon a Zinnowitz 1964.
Participant assidu del Campionat de Txecoslovàquia, en fou campió els anys 1964, 1974 i 1984. De fet, abans de la separació entre Txèquia i Eslovàquia el 1993, va acabar entre els tres primers del campionat nacional no menys de catorze cops. Al segle xxi, roman encara actiu; el 2006 fou segon al Campionat del món sènior celebrat a Arvier, i el 2007, fou tercer a la mateixa competició, rere Algimantas Butnorius i Evgeni Vasiukov.
El 2016 empatà al primer lloc (i fou segon per desempat) al Campionat del món sènior (+65 anys) a Marianske Lazne (el campió fou Anatoli Vaisser).

## Obres
- Dynamics of Chess Strategy - Jansa (Batsford, 2003)
- How To Play The Pirc; A New System For Black - Jansa & Pribyl (Münster International, 1988)
- The Best Move - Hort & Jansa (Pitman, 1980)